# Mdzewko
Mdzewko (prononciation : [ˈmd͡zɛfkɔ]) est un village polonais de la gmina de Strzegowo dans le powiat de Mława de la voïvodie de Mazovie dans le centre-est de la Pologne.
Il se situe à environ 6 kilomètres au nord de Strzegowo (siège de la gmina), 20 km au sud de Mława (siège du powiat) et à 96 km au nord-ouest de Varsovie (capitale de la Pologne).

## Histoire
De 1975 à 1998, le village appartenait administrativement à la voïvodie de Ciechanów.